# Jiří Ludvík
Jiří Ludvík (* 3. ledna 1974) je bývalý český fotbalista.

## Fotbalová kariéra
V československé lize hrál za Duklu Praha. Nastoupil v 6 ligových utkáních. V nižších soutěžích hrál za FK Chmel Blšany, FK Pelikán Děčín a SK Chrudim.

## Ligová bilance
| Ročník                                   | Zápasy | Góly | Klub             |
| ---------------------------------------- | ------ | ---- | ---------------- |
| 1. československá fotbalová liga 1992/93 | 6      | 0    | Dukla Praha      |
| 2. česká fotbalová liga 1993/94          | -      | 0    | FK Chmel Blšany  |
| 2. česká fotbalová liga 1994/95          | -      | 0    | FK Chmel Blšany  |
| 2. česká fotbalová liga 1995/96          | 4      | 0    | FK Chmel Blšany  |
| Česká fotbalová liga 1997/98             | -      | 0    | FK Pelikán Děčín |
| 2. česká fotbalová liga 1998/99          | 20     | 0    | SK Chrudim       |
| CELKEM 1. liga                           | 6      | 0    |                  |